# Экзотическая сфера
Экзотическая сфера — гладкое многообразие М, которое гомеоморфно, 
но не диффеоморфно стандартной n-сфере. 

## История
Первые примеры экзотических сфер были построены Джоном Милнором в размерности 7;
он доказал, что на {\displaystyle S^{7}} существует как минимум 7 различных гладких структур.
Теперь известно, что на ориентированной {\displaystyle S^{7}} существует 28 различных гладких структур (15 без учёта ориентации). 
Эти примеры, так называемые сферы Милнора, 
были найдены среди пространств {\displaystyle S^{3}}-расслоений над {\displaystyle S^{4}}.
Такие расслоения классифицируются двумя целыми числами {\displaystyle a} и {\displaystyle b} — элементом {\displaystyle \mathbb {Z} ^{2}=\pi _{3}(\mathrm {SO} (4))}.
Некоторые из этих расслоений {\displaystyle M_{a,b}} гомеоморфны стандартной сфере, и при этом не диффеоморфны ей.
Поскольку {\displaystyle M_{a,b}} односвязны, согласно обобщённой гипотезе Пуанкаре, проверка гомеоморфности {\displaystyle M_{a,b}} и {\displaystyle S^{7}} сводится к подсчёту гомологий {\displaystyle M_{a,b}}; 
это условие накладывает определённые условия на {\displaystyle a} и {\displaystyle b}.
В доказательстве не диффеоморфности Милнор рассуждает от противного.
Он замечает, что многообразие {\displaystyle M_{a,b}} представляют из себя границу 8-мерного многообразия
— пространства {\displaystyle W_{a,b}} расслоения диска {\displaystyle D^{4}} над {\displaystyle S^{4}}.
Далее, если {\displaystyle M_{a,b}} диффеоморфно стандартной сфере, то {\displaystyle W_{a,b}} можно заклеить шаром, получив замкнутое гладкое 8-мерное многообразие. 
Подсчёт сигнатуры полученного многообразия через его числа Понтрягина приводит к противоречию.

## Классификация
Связная сумма двух экзотических n-мерных сфер — также экзотическая сфера. 
Операция связной суммы превращает различные гладкие структуры на ориентированной n-мерной сфере в моноид, называемый моноидом экзотических сфер.

### n ≠ 4
Для {\displaystyle n\neq 4} известно, что моноид экзотических сфер является абелевой группой, 
называемой группой экзотических сфер.
Эта группа тривиальна для {\displaystyle n=1,2,3,5,6}. 
То есть в этих размерностях существование гомеоморфизма на стандартную сферу {\displaystyle S^{n}} влечёт существование диффеоморфизма на {\displaystyle S^{n}}.
При {\displaystyle n=7} она изоморфна циклической группе порядка 28.
То есть существует семимерная экзотическая сфера {\displaystyle \Sigma ^{7}}, такая, что любая 7-мерная экзотическая сфера диффеоморфна связной сумме нескольких копий {\displaystyle \Sigma ^{7}}; при этом связная сумма 28 копий {\displaystyle \Sigma ^{7}} диффеоморфна стандартной сфере {\displaystyle S^{7}}.
Группа экзотических сфер изоморфна группе Θn классов ориентированных h-кобордизмов гомотопической n-сферы.
Эта группа конечна и абелева.
Группа {\displaystyle \Theta _{n}} имеет циклическую подгруппу
{\displaystyle bP_{n+1}},
соответствующую {\displaystyle n}-сферам, которые ограничивают параллелизуемые многообразия. 
- Если n чётное, то группа {\displaystyle bP_{n+1}} тривиальна,
- Если {\displaystyle n\equiv 1{\pmod {4}}}, то группа {\displaystyle bP_{n+1}} имеет порядок 1 или 2
  - Она имеет порядок 1 при n = 1, 5, 13, 29 или 61.
  - Она имеет порядок 2 при {\displaystyle n\equiv 1{\pmod {4}}}, если при этом {\displaystyle n\neq 2^{k}-3}
- Если {\displaystyle n\equiv 3{\pmod {4}}}, то есть {\displaystyle n+1=4m}, то при {\displaystyle m\geq 2} порядок равен
  - {\displaystyle |bP_{4m}|=2^{2m-2}(2^{2m-1}-1)B},

где {\displaystyle B} — это числитель дроби {\displaystyle |4B_{2m}/m|}, {\displaystyle B_{2m}} — числа Бернулли. (Иногда формула несколько отличается из-за разных определений чисел Бернулли.)
Факторгруппы {\displaystyle \Theta _{n}/bP_{n+1}} описываются через стабильные гомотопические группы сфер 
по модулю образа J-гомоморфизма).
Точнее, существует инъективный гомоморфизм
{\displaystyle \Theta _{n}/bP_{n+1}\to \pi _{n}^{S}/J},
где {\displaystyle \pi _{n}^{S}} — n-я стабильная гомотопическая группа сфер, 
и {\displaystyle J} — образ J-гомоморфизма. 
Этот гомоморфизм либо является изоморфизмом, либо имеет образ индекса 2. 
Последнее случается тогда и только тогда, когда существует n-мерное параллелизуемое многообразие с 
инвариантом Кервера 1. 
Вопрос о существовании такого многообразия называется задачей Кервера. По состоянию на 2012 год она не решена только для случая {\displaystyle n=126}. 
Многообразия с инвариантом Кервера 1 были построены в размерностях 2, 6, 14, 30 и 62.
| Размерность n    | 1 | 2 | 3 | 4 | 5 | 6 | 7  | 8 | 9   | 10 | 11  | 12 | 13 | 14  | 15    | 16 | 17    | 18  | 19     | 20 |
| ---------------- | - | - | - | - | - | - | -- | - | --- | -- | --- | -- | -- | --- | ----- | -- | ----- | --- | ------ | -- |
| Порядок Θn       | 1 | 1 | 1 | 1 | 1 | 1 | 28 | 2 | 8   | 6  | 992 | 1  | 3  | 2   | 16256 | 2  | 16    | 16  | 523264 | 24 |
| Порядок bPn+1    | 1 | 1 | 1 | 1 | 1 | 1 | 28 | 1 | 2   | 1  | 992 | 1  | 1  | 1   | 8128  | 1  | 2     | 1   | 261632 | 1  |
| Порядок Θn/bPn+1 | 1 | 1 | 1 | 1 | 1 | 1 | 1  | 2 | 2×2 | 6  | 1   | 1  | 3  | 2   | 2     | 2  | 2×2×2 | 8×2 | 2      | 24 |
| Порядок πnS/J    | 1 | 2 | 1 | 1 | 1 | 2 | 1  | 2 | 2×2 | 6  | 1   | 1  | 3  | 2×2 | 2     | 2  | 2×2×2 | 8×2 | 2      | 24 |
| Индекс           | - | 2 | - | - | - | 2 | -  | - | -   | -  | -   | -  | -  | 2   | -     | -  | -     | -   | -      | -  |
Дальнейшие значения в этой таблице могут быть вычислены из информации выше вместе с таблицей стабильных гомотопических групп сфер.
В нечётных размерностях сферы {\displaystyle \mathbb {S} ^{1},\mathbb {S} ^{3},\mathbb {S} ^{5},\mathbb {S} ^{61}} и только они имеют единственную гладкую структуру.

### n = 4
В размерности {\displaystyle n=4} практически ничего не известно о моноиде гладких сфер, кроме того, что он является конечным или счётно-бесконечным и абелевым.
Неизвестно, существуют ли экзотические гладкие структуры на 4-мерной сфере. 
Утверждение, что их нет, известно как «гладкая гипотеза Пуанкаре».
Так называемое скручивание Глака состоит в вырезании трубчатой окрестности 2-сферы S2 в S4 и вклеивании его обратно с помощью диффеоморфизма его границы {\displaystyle S^{2}\times S^{1}}. 
Результат всегда гомеоморфен S4,
но в большинстве случаев неизвестно, диффеоморфен ли он S4.

## Скрученные сферы
Пусть дан диффеоморфизм {\displaystyle f\colon S^{n-1}\to S^{n-1}}, сохраняющий ориентацию.
Склеив две копии шара по отображению {\displaystyle f} между границами, получим так называемую сферу, скрученную диффеоморфизмом {\displaystyle f}. 
Скрученная сфера гомеоморфна стандартной, но, вообще говоря, не диффеоморфна ей.
Иначе говоря, многообразие называется скрученной сферой, если оно допускает функцию Морса ровно с двумя критическими точками.
- При n ≠ 4 любая экзотическая сфера диффеоморфна некоторой скрученной сфере.
- При n = 4 любая скрученная сфера диффеоморфна стандартной.

## Внешние ссылки
- Экзотические сферы на Manifold Atlas  (недоступная ссылка с 06-05-2016 [3222 дня])
- Экзотические сферы. Исходные материалы, относящийся к экзотическим сферам.
- Анимации экзотических 7-сфер — видео из доклада Найлза Джонсона со Второй Абелевской конференции.
- Gluck_construction